# Municipio de Ocotlán de Morelos
El municipio de Ocotlán de Morelos (del náhuatl ocotl y tlan, "ocote", "pino", es decir, "Entre los ocotes") es uno de los 570 municipios que conforman al estado mexicano de Oaxaca. Pertenece al distrito de Ocotlán, dentro de la región valles centrales. Su cabecera es la localidad homónima. El municipio recibió ese nombre en honor y en memoria de José María Morelos, militar insurgente en la independencia de México. En idioma zapoteco (didxazaa), su nombre Luguialachi (de Luguiaa, "plaza" o "mercado", y Lachi o lache, "valle", es decir, "Plaza del Valle"), y se llamaba así porque era cada día viernes, y desde hace mucho tiempo, la sede del tianguis o feria comercial más importante de la región.

## Geografía
El municipio de Ocotlán de Morelos se encuentra localizado en la región de los Valles Centrales de Oaxaca y en el distrito de Ocotlán. Tiene una extensión territorial de 120.23 kilómetros cuadrados; sus coordenadas extremas son 16°41′ - 16°53′ de latitud norte y 96°36′ - 96°50′ de longitud oeste y su altitud fluctúa entre 1400 y 2300 metros sobre el nivel del mar.
El municipio de Ocotlán tiene una amplia extensión territorial, y tiene, por consiguiente, límites territoriales con numerosos municipios. El municipio limita al noreste con el municipio de Santo Tomás Jalieza, el municipio de San Juan Chilateca y con el municipio de Magdalena Ocotlan , al este con el municipio de Santa Catarina Minas, al sureste con el municipio de San Jerónimo Taviche y con el municipio de San José del Progreso, al sur con el municipio de Santa Lucía Ocotlán, el municipio de San Dionisio Ocotlán, el municipio de San Pedro Mártir, el municipio de Asunción Ocotlán, el municipio de San Pedro Apóstol y el municipio de la Heroica Ciudad de Ejutla de Crespo; al suroeste, los límites corresponden al municipio de Santa Ana Tlapacoyan, al municipio de Zimatlán de Álvarez y al municipio de Santa Gertrudis; al oeste, con el municipio de Santiago Apóstol y con el municipio de San Antonino Castillo Velasco; finalmente, limita al noroeste con el municipio de San Martín Tilcajete.

## Demografía
De acuerdo a los resultados del Censo de Población y Vivienda realizado en 2010 por el Instituto Nacional de Estadística y Geografía; la población total del municipio de Ocotlán de Morelos asciende a 21 341 habitantes, de los que 10 208 son hombres y 11 133 son mujeres.

### Localidades
El municipio incluye en su territorio un total de 29 localidades. Las principales, considerando su población del censo de 2010 son:
| Localidad             | Población (2010) |
| --------------------- | ---------------- |
| Ocotlán de Morelos    | 15 016           |
| Praxedis de Guerrero  | 1 576            |
| San Pedro Guegorexe   | 929              |
| San Jacinto Chilateca | 641              |
| Tejas de Morelos      | 635              |
| Buenavista            | 433              |
| San Felipe Apóstol    | 262              |
| Santa Rosa            | 261              |
| Total municipio       | 21 341           |

## Política

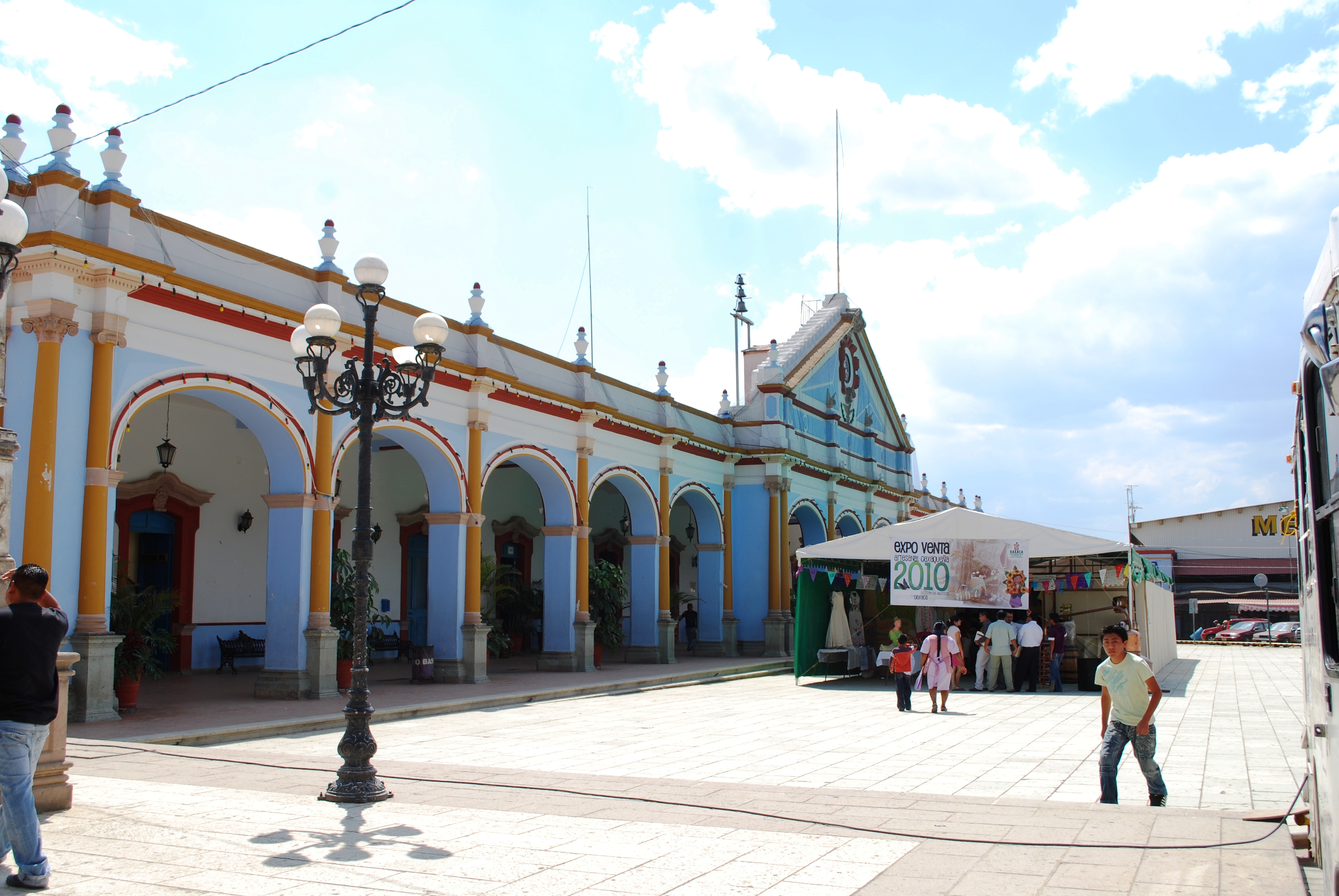
Palacio del Ayuntamiento de Ocotlán de Morelos.

El gobierno del municipio de Ocotlán de Morelos corresponde a su ayuntamiento. Éste es electo por el principio de partidos políticos, vigente en 146 municipios de Oaxaca; a diferencia del sistema de usos y costumbres vigente en los restantes 424. 
Por tanto su elección es como en todos los municipios mexicanos, por sufragio directo, universal y secreto para un periodo de tres años no renovables para el periodo inmediato pero si de forma no consecutiva; el periodo constitucional comienza el día 1 de enero del año siguiente a su elección.
El Ayuntamiento se integra por el presidente municipal, un Síndico y un cabildo formado por seis regidores.

### Subdivisión administrativa
Para su régimen interior, el municipio de Ocotlán de Morelos se divide en trece agencias municipales, que son: Buenavista, Pradexis de Guerrero, Tejas de Morelos, San Cristóbal Ixcatlán, San Felipe Apóstol, San Jacinto Chilateca, San Jacinto Ocotlán, San Pedro Guegorexe, La Chilaíta, La Soledad, San Isidro, Santa Rosa y Sitio de Santiago.

### Representación legislativa
Para la elección de diputados locales al Congreso de Oaxaca y de diputados federales a la Cámara de Diputados federal, el municipio de Ocotlán de Morelos se encuentra integrado en los siguientes distritos electorales:
Local:
- Distrito electoral local de 16 de Oaxaca con cabecera en Zimatlán de Álvarez.[6]

Federal:
- Distrito electoral federal 4 de Oaxaca con cabecera en Tlacolula de Matamoros.[7]

### Presidentes municipales
- (1996 - 1998): Javier Fuentes Valdivieso
- (1999 - 2001): Alberto Octavio Aguilar Muñoz
- (2002 - 2004): Antonio Sánchez Hernández
- (2005 - 2007): Andrés Sergio Mariscal Aguilar
- (2008 - 2010): Sergio Meraz Concha
- (2011 - 2013): Migue Ángel Pacheco Pérez
- (2014 - 2016): José Villanueva Rodríguez [8]
- (2017 - ): Raúl Mendoza Vásquez

## Personajes ilustres
Rodolfo Morales, pintor surrealista 